# オレワン
『オレワン』は、フジテレビが2009年10月13日から2010年3月16日まで放送したバラエティ番組。ハイビジョン制作。字幕放送。
さまざまな芸人たちが「これなら俺が芸能界でナンバーワンだ!」という種目を提案し、提案した芸人の記録にその他の芸人たちが挑み、「誰が真のナンバーワンか?」を決める。

## 概要
「オレワン」とはサブタイトルである「芸能界これなら俺がナンバーワン」の通り、「オレ」がナンバー「ワン」の略である。番組内では、「○○（競技名）オレワン」というように「称号」として使用する。
スタジオ場面では下の部分にシークバーがあり、スタジオでのトークを飛ばす際に使用する演出がある。後ろにVIP席があり、基本的には今田と高橋の中間あたりの席にオレワンちゃんが座り、後はオレワンの称号を取った者の写真が飾られている。
通常放送以外の特番
2010年3月18日の22:20 - 23:44に90分スペシャルを放送。90分スペシャルが好評だったことを受け、2010年6月15日の『カスペ!』で番組初のゴールデンタイム特番を2時間で放送したが、高橋茂雄は大人の事情（『紳助プロデュース』出演）により1時間遅刻した。
2010年8月22日（日曜日）の19:00 - 20:54に2度目のゴールデン特番（オレワンSP）を放送する予定だったが、後述する事故により放送中止となった。結果、ゴールデン特番は1回のみとなった。
2010年10月からリニューアルして、毎週日曜日19:58から「G★ウォーズ」として放送していたが、2011年2月6日放送分で終了した。

## 出演者

### 司会・進行
- キング今田（今田耕司）
- 執事・高橋（高橋茂雄／サバンナ）
- 執事代理・入江（入江慎也（カラテカ））[注 4]。
- オレワンちゃん[注 5]（柴犬♀）

### VTR出演者
種目を提案し挑戦する芸人たち、またその記録を破ろうと挑む芸人たち
- タカ（タカアンドトシ）
- 金田哲（はんにゃ）
- ゴリ（ガレッジセール）
- 庄司智春（品川庄司）
- 八木真澄（サバンナ）
- 椿鬼奴
- 柳原可奈子
- 大島美幸（森三中）
- 小島よしお
- 中田敦彦（オリエンタルラジオ）
- 黒沢かずこ（森三中）
- ワッキー（ペナルティ）
- 矢部太郎（カラテカ）
- 有吉弘行
- 河本準一（次長課長）
- ゴルゴ松本 (TIM)
- レッド吉田 (TIM)
- 藤田憲右（トータルテンボス）
- 団長（安田大サーカス）
- 東貴博 (Take2)
- 渡部建（アンジャッシュ）
- 狩野英孝
- カンニング竹山
- 木下隆行 (TKO)
- 渡辺直美
- HIRO（安田大サーカス）
- 春日俊彰（オードリー）
- 若林正恭（オードリー）
- 田中卓志（アンガールズ）
- 山根良顕（アンガールズ）
- 井手らっきょ
- 宇治原史規（ロザン）
- 菅広文（ロザン）
- しずちゃん（南海キャンディーズ）
- 友近
- 清水ミチコ
- 小原正子（クワバタオハラ）
- 鳥居みゆき
- 藤森慎吾（オリエンタルラジオ）
- 亘健太郎（フルーツポンチ）
- 竹若元博（バッファロー吾郎）
- モンキッキー
- 山下しげのり（ジャリズム）
- ケンドーコバヤシ
- 藤原一裕（ライセンス）
- アキ（バイキング）
- 浅井優（山田カントリー）
- 田村亮（ロンドンブーツ1号2号）
- 塙宣之（ナイツ）
- 岩尾望（フットボールアワー）
- 原西孝幸 (FUJIWARA)
- 田村隆
- 横山裕
- 村上純（しずる）
- 井上裕介 (NON STYLE)
- 清水よし子（ピンクの電話）
- はるな愛
- もう中学生
- いとうあさこ
- 濱口優（よゐこ）
- 水道橋博士（浅草キッド）
- 劇団ひとり
- 木村卓寛（天津）
- 長友光弘（響）
- 益子卓郎（U字工事）
- 松尾伴内
- なだぎ武（ザ・プラン9）
- 加藤歩（ザブングル）
- 松雪オラキオ（弾丸ジャッキー）
- 鈴木Q太郎（ハイキングウォーキング）
- 伊達みきお（サンドウィッチマン）
- 光浦靖子（オアシズ）
- 大久保佳代子（オアシズ）
- 佐田正樹（バッドボーイズ）
- 中岡創一（ロッチ）
- 黒瀬純（パンクブーブー）
- 小原正子（クワバタオハラ）

### グラビアアイドル
- 田代さやか
- 小泉麻耶
- 加藤沙耶香
- 谷澤恵里香
- 青島あきな
- 福島和可菜
- さとう里香
- 野田彩加
- 喜屋武ちあき
- 手島優

### ナレーション
- 高村保裕（青二プロダクション）

## 競技と提案者および現在のオレワンと記録
- ミルクセーキ早飲みオレワン - ビーカーに入った1Lのミルクセーキをストローで飲み、500mlのラインを越えるまでの速さを競う。
  - 提案者 ：タカ（タカアンドトシ）
  - オレワン：HIRO（安田大サーカス）- 7秒90
- 氷上腹すべりオレワン - アイススケートのリンクをうつ伏せの状態で滑り、その距離を競う。
  - 提案者 ：ゴリ（ガレッジセール）
  - オレワン：庄司智春（品川庄司）- 38.5m
- オクターブの広さオレワン - 女芸人限定競技。ヘ音記号第2間のドから高さを上げながら発声していき、音域の広さを競う。
  - 提案者 ：椿鬼奴
  - オレワン：友近、柳原可奈子、清水よし子（ピンクの電話） - 3オクターブ5音
- ママチャリ坂上りオレワン - 番組が用意した急坂（通称：オレワン坂）を番組指定のママチャリで駆け上がり、その距離を競う。
  - 提案者 ：小島よしお
  - オレワン：ワッキー（ペナルティ）- 159.9m
- プリン早食いオレワン - 通常の5分の1サイズの10個のプチプリンを、口の吸引力のみで何秒で食べられるかを競う。
  - 提案者 ：黒沢かずこ（森三中）
  - オレワン：劇団ひとり- 10秒06
- 警察犬逃げ切りマンツーマンオレワン - 障害物（9枚の柵）が置かれたドッグランの中を番組認定の警察犬（パズー♂・2歳）から何秒間逃げ切れるかを競う。
  - 提案者 ：ワッキー（ペナルティ）
  - オレワン：松尾伴内- 31秒51
- 服早脱ぎオレワン - 指定の服（ネルシャツ・ジーパン・Tシャツ・ブリーフ・靴下）を脱いで脱衣カゴに入れるまでの早さを競う。
  - 提案者 ：河本準一（次長課長）
  - オレワン：河本準一（次長課長）- 8秒03
- ピッチングマシーン近づきキャッチオレワン - ピッチングマシーンから放たれる130km/hの速球を、どれだけ近づいてキャッチできるかを競う。
  - 提案者 ：ゴルゴ松本 (TIM)
  - オレワン：藤田憲右（トータルテンボス）- 8m
- 熱々もんじゃ早食いオレワン - 100g の熱々もんじゃをいかに早く食べきれるかを競う。
  - 提案者 ：東貴博 (Take2)
  - オレワン：木下隆行 (TKO) - 9秒64
- 水上ゴザ走りオレワン - プールに浮かぶ25mのゴザの上を走り、進んだ距離を競う。25m走りきれた場合はタイムでの勝負。
  - 提案者 ：春日俊彰（オードリー）
  - オレワン：井手らっきょ - 6秒84
- 顔面プリン早食いオレワン - 通常サイズのプリンをおでこの上に乗せ、手を使わずに口まで運ぶ秒数を競う。
  - 提案者 ：黒沢かずこ（森三中）
  - オレワン：黒沢かずこ（森三中）- 16秒01
- 瞬間記憶オレワン - 目の前に用意された30個のものを、30秒で何個記憶できるかを競う。
  - 提案者 ：宇治原史規（ロザン）
  - オレワン：光浦靖子（オアシズ）- 21/30
- アップルボビングオレワン - 水に浮かんだリンゴを口にくわえ、45秒間で何個隣の容器に移せるかを競う。
  - 提案者 ：小原正子（クワバタオハラ）
  - オレワン：しずちゃん（南海キャンディーズ）- 10個
- 水上ゴザ走りグラビアアイドルオレワン - プールに浮かぶ25mのゴザの上を走りどれだけ進めるか、グラビアアイドルが競う。
  - オレワン：福島和可菜 - 9秒26
- 浅井早極めオレワン - 193cmの巨人：山田カントリー浅井を関節技で極めるまでのタイムを競う。
  - 提案者 ：山下しげのり（ジャリズム）
  - オレワン：アキ（バイキング）- 20秒78（決め技：フロントネックロック）
- ワキ毛一気抜きオレワン - 自分のワキ毛を片手で一気に引き抜き、その抜けた毛の本数を競う。
  - 提案者 ：田村亮（ロンドンブーツ1号2号）
  - オレワン：田村亮（ロンドンブーツ1号2号）- 130本
- 風船早剃りオレワン - 風船の上に塗られたシェービングクリームをカミソリを使って剃りあげるまでのタイムを競う。
  - 提案者 ：塙宣之（ナイツ）
  - オレワン：原西孝幸 (FUJIWARA) - 48秒41
- ブランコ靴飛ばしオレワン - 座った状態でブランコをこぎ、靴をけり飛ばす。靴が止まった位置までの距離を競う。
  - 提案者 ：田村亮（ロンドンブーツ1号2号）
  - オレワン：井上裕介 (NON STYLE) - 28m90
- 冬なのに寒くないオレワン - 冬の九十九里海岸を舞台に、1分30秒間、いかに寒くない演技ができるかを競う[注 6]。
  - 提案者 ：もう中学生
  - オレワン：いとうあさこ
- パンツ高飛ばしオレワン - パンツを足に引っ掛けて蹴り上げ、できるだけ高く飛ばす競技。
  - 提案者 ：濱口優（よゐこ）
  - オレワン：濱口優（よゐこ）- 3m50
- パソコン早打ちオレワン - 夏目漱石「吾輩は猫である」の冒頭127文字をパソコンでいかに早く正確に打てるかを競う。
  - 提案者 ：水道橋博士（浅草キッド）
  - オレワン：劇団ひとり- 54秒78
- つまようじ鼻入れオレワン - 口にくわえた2本のつまようじを両方の鼻の穴に何秒で入れるかを競う。
  - 提案者 ：天津木村
  - オレワン：天津木村- 1秒70
- 回転寿司流れ食いオレワン - 一貫ずつ流れてくる人気のお寿司10品をどれだけ食べ続けられるかを競う。
  - 提案者 ：長友光弘（響）
  - オレワン：村上純（しずる）- 35貫
- 水直飲みオレワン - 毎分1Lで流れる水を口で受け止め続け、吹き出してしまうまでの時間を競う。
  - 提案者 ：鈴木Q太郎（ハイキングウォーキング）
  - オレワン：春日俊彰（オードリー）- 30秒69
- 雪上いい湯だなオレワン - 100Lのお湯が張られた金ダライに入り、全長100m傾斜角18度のコースを滑り降り、ゴール後、金ダライに残ったお湯の量で競う。
  - 提案者 ：佐田正樹（バッドボーイズ）
  - オレワン ：八木真澄（サバンナ） - 54L

## オレワン 初ゴールデンSP
2010年6月15日19:00 - 20:54（カスペ!内で放送） 視聴率は15.3%
回転寿司流れ食いオレワン 団体戦 - 30皿の回転寿司を規定ゾーン内でどれだけ食べられるかを競う。
- イケメンチーム - 勝利
  - 劇団ひとり - 37皿
  - 村上純（しずる） - 28皿
  - コカドケンタロウ（ロッチ） - 9皿
  - もう中学生 - 8皿
- ブサイクチーム - 敗北
  - 木下隆行（TKO） - 29皿
  - 伊達みきお（サンドウィッチマン） - 9皿
  - 礼二（中川家） - 6皿
  - HIRO（安田大サーカス） - 32皿
- オレワン：イケメンチーム - 合計82皿

芸人運動神経No.1決定戦
- 金田哲（はんにゃ） - 200pt
- 庄司智春（品川庄司） - 180pt
- 木本武宏（TKO） - 160pt
- 馬場裕之（ロバート） - 110pt
- 田中卓志（アンガールズ） - 190pt
- 山根良顕（アンガールズ） - 140pt
- 矢部太郎（カラテカ） - 185pt
- 井手らっきょ - 130pt
- 遠藤章造（ココリコ） - 115pt
- 宮川大輔 - 225pt
- 1stステージ：ローション腹すべりオレワン - ローションが塗られた全長100mのコースをヘッドスライディングして滑りその距離を競う競技。
  - オレワン：木本武宏
- 2ndステージ：ノータッチ跳び箱オレワン - 手を使わずに飛び越えられる跳び箱の段数を競う競技。
  - オレワン：宮川大輔
- FINALステージ：50m水上ゴザ走りオレワン - 50mプール上に張られたゴザの上をどれだけ走れるかを競う競技。
  - オレワン：山根良顕
- 総合オレワン：宮川大輔 - 225pt

根性ブランコオレワン - 高さ4mの特製巨大ブランコをどれだけ高く漕げるかを競う。
- 田村亮（ロンドンブーツ1号2号）
- 松雪オラキオ（弾丸ジャッキー）
- ゆってぃ
- ワッキー（ペナルティ）
- オレワン：ワッキー - 1回転（360度）

## スタッフ
- 構成 - 鈴木おさむ、山内正之、岩本哲也、くらなり
- TD・SW - 坂本淳一
- CAM - 真野昇太、若林茂人
- VE - 横井甲児
- AUD - 吹野真穏
- 照明 - 八木原伸治
- TK - 楮本真澄
- EED - 一ノ瀬勝（笑カンパニー）
- MA - 中村和弘（笑カンパニー）
- 音響効果 - 松長芳樹 (Digital Circus)
- CG - 田中秀幸 (Frame Graphics.)
- 美術制作 - 井上明裕（フジテレビ）、山崎恵美子
- デザイン - 棈木陽次（フジテレビ）
- 美術進行 - 矢野雄一郎
- 大道具 - 浅見大、佐藤貴志
- アクリル装飾 - 國母淳一
- 電飾 - 鈴木健也
- 装飾 - 羽染香樹
- 生花装飾 - 安藤岳
- 特殊装置 - 福田隆正
- アートフレーム - 三浦文裕
- 衣装 - 珍田愉華
- メイク - 田中玲名
- 編成 - 濱潤（フジテレビ）
- 広報 - 島谷真理（フジテレビ）
- デスク - 遠藤千恵美
- FD - 上野貴央（フジテレビ）
- AP - 石橋裕子
- AD - 堀田大輔、瀧澤卓、中沼竜太、平山顕大
- ディレクター - 浅野克己、渡辺資、名城ラリータ（FCC）、宮崎鉄平（フジテレビ）、岡田純一、大平進士
- 演出 - 金子傑（フジテレビ）
- プロデューサー - 清水泰貴（フジテレビ）、増當一也 (FCC)
- チーフプロデューサー - 石井浩二（フジテレビ）
- 技術協力 - 八峯テレビ、FLT、笑カンパニー
- 制作協力 - FCC
- 制作 - フジテレビバラエティ制作センター

## ネット局
| 放送対象地域 | 放送局             | 放送日時           | 備考       |
| ------------ | ------------------ | ------------------ | ---------- |
| 関東広域圏   | フジテレビ         | 火曜 24:45 - 25:08 | 制作局     |
| 宮城県       | 仙台放送           | 火曜 24:45 - 25:08 | 同時ネット |
| 北海道       | 北海道文化放送     | 火曜 24:50 - 25:15 |            |
| 岩手県       | 岩手めんこいテレビ | 月曜 24:45 - 25:10 |            |
| 山形県       | さくらんぼテレビ   | 月曜 25:25 - 25:50 |            |
| 福島県       | 福島テレビ         | 木曜 24:35 - 25:00 |            |
| 新潟県       | 新潟総合テレビ     | 土曜 25:35 - 26:00 |            |
| 長野県       | 長野放送           | 火曜 24:35 - 24:58 |            |
| 静岡県       | テレビ静岡         | 火曜 24:35 - 25:00 |            |
| 富山県       | 富山テレビ         | 土曜 25:10 - 25:35 |            |
| 福井県       | 福井テレビ         | 月曜 24:40 - 25:05 |            |
| 中京広域圏   | 東海テレビ         | 金曜 25:15 - 25:45 |            |
| 広島県       | テレビ新広島       | 火曜 24:35 - 25:00 |            |
| 高知県       | 高知さんさんテレビ | 水曜 24:40 - 25:05 |            |
| 福岡県       | テレビ西日本       | 水曜 25:15 - 25:40 |            |
| 佐賀県       | サガテレビ         | 火曜 24:35 - 25:00 |            |
| 熊本県       | テレビくまもと     | 土曜 25:05 - 25:30 |            |
| 宮崎県       | テレビ宮崎         | 水曜 24:59 - 25:25 |            |

## 事故
2010年8月22日に2度目のゴールデン特番（オレワンSP）を放送する予定だったが、同年7月26日、「座布団ジャンプ」の収録で我が家の杉山裕之が左肩関節脱臼骨折、全治2か月の重傷を負い、同月31日、「ローション腹すべり」の収録で、陣内智則が肋骨にひびが入るけがを、ハイキングウォーキングの松田洋昌が肋骨を骨折。松田は事故翌日に仕事復帰する。
フジテレビでは事故対策として、事前にディレクターらによる競技をシミュレーションを行い、民間の救命救急士らを待機させ、プロテクターと救命胴衣も着用させるなどの安全対策を講じたものの、事故が起きてしまう結果となった。こうして、一連の事故を受け謝罪、放送中止を決定した。
代替番組には『真夏のそっくりものまね紅白歌合戦スペシャル』が放送された。